# بنجامين هاريسون (محامي)
بنجامين هاريسون (بالإنجليزية: Benjamin Harrison)‏ هو قاضي ومحامي أمريكي، ولد في 18 ديسمبر 1888، وتوفي في 13 أغسطس 1960.